# Samhällsplanering
Samhällsplanering är ett tvärvetenskapligt fackområde som omfattar riktlinjer och målsättningar för utveckling av fysisk planering som bebyggelse, service, kommunikationer, infrastruktur och miljö. Till samhällsplanering hör även ekonomisk och social planering. Samhällsplanering handlar om att väga olika intressen mot varandra för att skapa förutsättningar för en hållbar utveckling i våra städer och regioner. Begreppet kan även inbegripa stadsplanering.  
Aktörerna inom samhällsplaneringen som formulerar de mål som skall uppnås utgörs av tre kategorier: 
1. Planeringsansvariga, som är politiker och tjänstemän vars uppgift är att beställa, utarbeta,  ta ställning till inkomna förslag samt övervaka att andra aktörer följer gällande regler och bestämmelser.
2. Byggherrarna, som är företag, institutioner, kommunala eller statliga inrättningar och privatpersoner som låter uppföra byggnader eller anläggningar.
3. De berörda, som består av alla de som påverkas av de avsedda förändringarna, exempelvis andra företag, hushåll, offentliga och privata organisationer.

Arbetet med samhällsplaneringen för ett visst projekt omfattar bland annat att ta ställning till finansiella investeringar, miljöfrågor, resursfrågor, trafikfrågor, sysselsättningsfrågor och folkmängdsprognoser. 

## Samhällsplanering i Sverige
Samhällsplaneringen styrs av flera lagar och bestämmelser i bland annat plan och bygglagen som innebär skyldigheter att ta fram t.ex. översiktsplaner, detaljplaner och bygglov. Miljöbalken är en annan viktig lagstiftning som reglerar samhällsplaneringen för hur mark, vatten och fysisk miljö får används så att en ekologisk, social, kulturell och samhällsekonomisk långsiktigt god hushållning tryggas.
I Sverige administreras samhällsplanerarutbildningen inom kulturgeografin och stadsplanering administreras inom arkitekturen. Arbetsuppgifter för samhällsplanerare finns på alla samhällsnivåer. Vanliga uppgifter för samhällsplanerare är projektledning, utredning och handläggning. Anställningar och titlar kan tillexempelvis vara projektledare och utredare men det finns många fler, som departementssekreterare, översiktsplanerare, regionplanerare, samhällsplanerare, planarkitekt, konsult, analytiker, handläggare, infrastrukturstrateg, stadsbyggnadsstrateg, GIS-ingenjör, och olika chefsanställningar som samhällsbyggnadsdirektör, trafikdirektör, sektionschef och översiktsplanechef.
På 1970-talet kunde man läsa upp till 40 p i ämnet samhällsplanering som enstaka kurser vid högskolor och universitet. Via en överbryggningskurs kunde man sedan gå över till C-kursen (41-60 p) i ämnet kulturgeografi. Idag finns ett samhällsplanerarprogram med en kandidatexamen på 180 hp samt en fortsättningsutbildning med masterexamen om 120 hp vid ett flertal högskolor och universitet, bland annat Kungl. Tekniska Högskolan, Stockholms universitet, Lunds universitet, Uppsala universitet, Umeå universitet samt Linköpings universitet.